# Maria Àurea Català i Roca
Maria Àurea Català i Roca   (Valls, 1920 - Barcelona, 1993) va ser una pintora i fotògrafa catalana. Ha estat la persona menys estudiada de la nissaga d'artistes.
Des de petita ja va fer fotografies, gràcies al regal d'una càmera que el seu pare, Pere Català i Pic, va fer a cadascun dels seus fills. Després de la Guerra Civil Espanyola, el seu pare repensa el funcionament del laboratori i assigna a la seva filla fer els acabats, retocs i coloració de les imatges. Es va interessar en la introducció de la fotografia en color, motiu pel qual viatja a la casa Kodak de París amb el seu pare la segona meitat de la dècada del 1950.
A la dècada del 1960 decideix centrar-se en la seva carrera artística pictòrica. Domina l'oli, el pastel, el guaix l'aquarel·la i les ceres i es decanta pels paisatges, la natura morta i el retrat. Viatjant a Itàlia i durant els anys següents durà a terme diverses exposicions a Barcelona, la primera a l'Ateneu Barcelonès el 1961. En va fer cinc en vida, la darrera de les quals el 1975.
Va ser l'única de la seva família en estudiar a Llotja, i es va llicenciar el 1966, va ser l'única de la seva família amb estudis universitaris. Durant els estudis també donava classes de pintura en una acadèmia de pintura oberta per ella mateixa a la finca on vivia. Un dels encàrrecs més desatacats que va rebre va ser el retrat de l'escriptor vallenc Carles Cardó Sanjoan que el 1971 va entrar a la galeria de vallencs il·lustres.
El 2022 el Museu d'Història de Catalunya va ajuntar en l'exposició Els Català, fotògrafs d'un segle, obres de quatre membres de la nissaga; el gran fotògraf d'origen humil Pere Català i Pic, el seu fill més conegut Francesc Català i Roca, l'altre fill Pere Català i Roca, i la filla Maria Àurea Català i Roca.